# Phelipara minor
Phelipara minor là một loài bọ cánh cứng trong họ Cerambycidae.